# Leucania brevica
Leucania brevica là một loài bướm đêm trong họ Noctuidae.